# Petros
Petros (lateinisch Petrus; † 602 in Konstantinopel?) war ein Bruder des Maurikios, der von 582 bis 602 Kaiser des oströmischen Reiches und einer der wichtigsten Herrscher der Spätantike war.
Petros gehörte neben Priskos und Komentiolos zu den drei Feldherren, die während der Balkanfeldzüge des Maurikios als Heerführer operierten. 
Obwohl Petros als Feldherr dem weitaus begabteren Priskos nicht das Wasser reichen konnte, wurde er 594 dessen Nachfolger als Befehlshaber der römischen Streitkräfte in Moesien. Grund hierfür war Ende 593 die Weigerung des Priskos, mit seinem Heer nördlich der Donau zu überwintern und dort die Slawen weiter zu bekriegen. Petros konnte 594 durch einen Sieg bei Marcianopolis ein erneutes Einbrechen der Slawen auf dem Balkan verhindern und ihnen nördlich der Donau erneut Niederlagen zufügen, insbesondere am Helibacia. 601 stieß er sogar in das Kernland der Awaren vor und besiegte auch sie in mehreren Schlachten.  
Als 602 sein Bruder den Soldaten erneut das Überwintern nördlich der Donau befahl, machte Petros anders als Priskos neun Jahre vorher keinerlei Anstalten, diesen Befehl zu missachten. Die Folge war eine Meuterei, die trotz der Beschwichtigungsversuche des Petros in eine Revolte ausartete, die zum Sturz des Maurikios führte.  
Obwohl Theophylaktos Simokates, der als Quelle in erster Linie Priskos zur Verfügung hatte, Petros als unfähig darstellt, muss die von Petros gesammelte Erfahrung groß genug gewesen sein, um in der Forschung seine Autorenschaft des Strategikon zu diskutieren.